# Pulicat
Pulicat (Pazhaverkadu o Palaverkadu) és una vila de pescadors al districte de Thiruvallur a Tamil Nadu, Índia a uns 60 km al nord de Chennai a l'anomenada illa de Sriharikota que separa el llac Pulicat del Golf de Bengala; el llac és d'aigua salada i té uns 60 km al llarg a la costa. La zona del llac estat declarada Santuari d'ocells i d'octubre a març hi arriben centenars de milers d'aus migratòries.

## Història
El 1502 comerciants portuguesos van establir una factoria en aquest lloc durant el regnat de Krishnadeva Raya de Vijayanagar. El port va estar sota el seu domini un segle sota l'autoritat oficial de Goa però sovint eren renegats, bandits i pirates. El 1515 van construir l'església dedicada a Nossa Senhora Dus Prazeres (Nostra Senyora dels Plaers) després rebatejada Nostra Senyora de la Glòria, que és l'església més antiga a la moderna diòcesi de Madras-Mylapore (encara s'utilitza, però està en males condicions). El 1520 hi havia entre 200 i 300 portuguesos (també alguns armenis i italians) i el 1545 ja eren entre 600 i 700 famílies. Però el 1565 la població va començar a declinar i el 1600 no quedaven altre cop més de 200 o 300 residents.
El 1606 es va acostar un vaixell holandès a la costa al poble de Karimanal al nord de la boca del llac, demanant aigua. Els habitants locals van oferir menjar i agua i van començar a comerciar amb els holandesos que es van establir al lloc. La reina Eraivi, esposa de Venkata II, va donar permís als holandesos el 1608 (a la Companyia Holandesa de les Índies Orientals o Verenigde Oostindische Compagnie o VOC) per construir un fort i fer el comerç. El fort es va construir a Pulicat o va rebre el nom de Geldria; aviat van monopolitzar el comerç dels tèxtils fins aleshores en mans portugueses. Els portuguesos van oferir alguna resistència i fins i toc van fer diversos atacs al port holandès però el 1611 el rei Venkatatapati es va girar contra ells i els jesuïtes van rebre orde d'abandonar Chandragiri mentre els holandesos quedaven autoritzats a mantenir el fort de Pulicat i comerciar lliurement. El nom de la factoria era Pallaicatta. El 1616 fou la capital oficial de la Companyia holandesa (VOC). Una factoria anglesa es va establir a la vora el 1619 però sota pressió dels holandesos fou abandonada el 1622.
El 1614, al morir Venkatapati i mentre es nomenava un nou rei, els portuguesos van atacar Pulicat sense èxit. Van tornar el 1623, van atacar el port i van cremar dos vaixells. Un nou atac es va produir el 1633 quan tenien la promesa de suport del rei de Chandragiri (Vijayanagar) promesa que no es va fer efectiva. Després de la retirada portuguesa el rei Sri Rnga de Vijayanagar que residia a Ratnagiri va atacar als holandesos de Pulicat però es va aturar a canvi d'un important tribut holandès i aquestos ja no foren molestats més pels reis hindús. El 1690 la Companyia va traslladar la seva capital a Negapatnam fins que el 1784 van cedir aquesta als britànics i la capital va retornar a Pulicat.
La regió propera a Pulicat com a part del que després fou a grans trets el districte de Chingleput fou cedida el 1760 com a jagir a la Companyia Britànica de les Índies Orientals a perpetuïtat per Wala Jah Muhammad Ali Khan (1749-1795), nawab d'Arcot, pels serveis fets a ell mateix i al seu pare; l'emperador Shah Alam II va ratificar aquesta concessió el 1763; entre 1763 i 1780 va ser administrat de facto pel nawab i dues vegades assolat per Haidar Ali de Mysore (1768 i 1780); la segona vegada el va despoblar i el que no van fer les armes ho va completar la fam que va seguir. Però els holandesos mantenien la població de Pulicat i el fort, el port i la factoria. La població fou ocupada pels anglesos el 1795 en les guerres napoleòniques i ja mai no fou retornada sent agregada al districte de Chingleput (format el 1793 amb l'antic jagir i altres territoris arrabassats als francesos el 1753) el 1801 i el 1804 transferida al districte de North Arcot; els holandesos van poder conservar la fortalesa, factoria i port fins al 1825 quan fou bescanviada (junt amb altres factories) per les possessions britàniques a Sumatra i agregada també a North Arcost, però el conjunt fou retornat al districte de Chingleput el 1850. Progressivament va perdre importància i va esdevenir un poble pescador com és avui dia. El 1889 tenia uns 5000 habitants.